# Bitka kod Brežaca 1479.
Bitka kod Brežaca bila je bitka izmeđuHrvatskog Kraljevstva i Osmanskog Carstva.

## Uvodne okolnosti
Osmanlije su 1479. prešli Unu, Savu i Dravu i provalili 24. kolovoza u Međimurje. Porobljavali su kod Čakovca i Nedelišća. Nakon pohoda po sjevernim hrvatskim krajevima, pljačkaški pohod nastavili su po susjednim krajevima - Štajerskoj i zapadnoj Ugarskoj.
Novi je pohod uslijedio jeseni 1479. godine. Pustošenja su zahvatila Kraljevinu Hrvatsku, Kraljevinu Slavoniju, Kranjsku i Štajersku.
Osmanlije su iskoristile okolnosti što se kralj Matija Korvin više bavio time kako ratovanjem doći za vladara susjedne kršćanske zemlje i postati "car rimski", a nije se bavio sve moćnijom agresivnom muslimanskom silom na istoku koja je osvajala redom zemlje na Balkanu i jugoistočnoj Europi, te je sad ugrožavala Hrvatsku, Ugarsku, same austrijske zemlje pa čak i Mlečane na kontinentu. Štoviše, pokrenuo je kralj Matija Korvin vojnu na njemačkog cara Fridrika III. Takav angažman kraljevih snaga na zapadu davao je odriješene ruke Osmanlijama na pograničnom području. 

## Bitka
Poučeni ljetnim neugodnim iskustvom, hrvatske su se snage pripremile za uzvraćanje udarca. Kao i prije, kad su se osmanske snage vraćale s pljačkaškog pohoda, hrvatske su ih snage sačekale na povratku. Iskoristile su strateški povoljnu okolnost domaćeg terena, osvajačevo nepoznavanje terena i njegov umor nakon pohoda, bitaka i pljačke te otežanost zbog plijena. Dočekali su ih kod Brežaca. Hrvatske je snage vodio zagorski knez Juraj, sin nekadašnjeg bana Ivana (Jana) Vitovca. Osmanske su snage poražene, pri čemu su izgubile mnogo konja i plijena.

## Posljedice
Godinu dana bio je neki mir, nakon čega je uslijedio novi turski upad. Nakon tog upada kralj Matija Korvin preusmjerio je pozornost prema hrvatskim zemljama i spremio protuudar.